# Seleuco III
Seleuco III Sóter Cerauno (en griego, Σέλευκος Γ΄ ὁ Σωτήρ, ὁ Κεραυνός; f. 223 a. C.) fue un rey de la dinastía seléucida, hijo mayor de Seleuco II Calinico, a quien sucedió. Su apelativo «Cerauno» significa ‘el rayo’. Su reinado fue breve (apenas tres años, desde el 225 a. C.). Decidió llevar a cabo el plan que su padre no pudo realizar en vida: enfrentar al rey Átalo I de Pérgamo, aliado de Antioco Hierax, hermano de Seleuco Calinico y tío suyo, el cual había muerto hace poco, pero que había ayudado a Átalo, quien había aprovechado la situación para expandir sus fronteras y conquistar toda el Asia Menor.
Para ello envió más allá del Tauro un ejército mandado por su tío Andrómaco, pero este fue hecho prisionero por Átalo, y enviado a Egipto. Seleuco acudió entonces personalmente, pero murió asesinado víctima de la traición de uno de sus oficiales llamado Nicanor, en complicidad con el galo Apaturios (223 a. C.). Fue necesaria toda la habilidad de Aqueo, el hijo de Andrómaco para devolver intactas las tropas a Siria.
Fue sucedido por su hermano Antíoco III Megas, contando con el apoyo de Aqueo, pariente del difunto rey quien había tenido gran influencia durante su reinado. Aqueo rechazó la corona que le ofrecieron las tropas y prefirió gobernar como regente del imperio. Nombró a Molón gobernador de las provincias superiores y él se reservó el Asia Menor; combatió con éxito contra Átalo I y lo confinó en Pérgamo, de modo que suyo fue el mérito de ganar la guerra que había empezado Seleuco III.